# Nayra Solís
Nayra Solís Rodríguez (Puertollano, 16 de febrero de 2006), es jugadora de balonmano del Costa del Sol Málaga y de la Selección Española de Balonmano.

## Trayectoria
Solís comenzó a jugar al balonmano en el Tierno Galván de Puertollano. De ahí saltó al Balonmano Pozuelo de Calatrava, con el que el primer año consiguió el campeonato de España juvenil en 2022 y volvió a proclamarse campeona su primer año como juvenil.Su buen hacer la hizo ser llamada por Cristina Cabeza para el conjunto juvenil que se proclamó Campeón del Mundo en China 2024, en el que, con el número 9 a su espalda, contribuyó con 18 goles.
Meses antes de su Campeonato del Mundo se anunció su fichaje por uno de los clubes de moda de los últimos años en la Liga Guerreras Iberdrola, el Costa del Sol Málaga, dónde comparte posición con la extremo internacional brasileña Isa Medeiros. Debutó el 31 de agosto del 2024 en un partido ante el Rocasa Gran Canaria.

### Balonmano playa
Jugadora también de balonmano playa ha conseguido una medalla de bronce en el CESA de la especialidad con la selección de Castilla-La Mancha, aunque su mayor éxito es el subcampeonato de Europa, en el que compartió equipo con Inmaculada García-Navas y Celia García, que también fue campeona del Mundo en China 2024.

### Clubes
- -2024: Balonmano Pozuelo de Calatrava
- 2024- : Costa del Sol Málaga

## Palmarés

### Con la selección española
- 1 x  Medalla de oro en el Europa Championship Juvenil (Bakú, Azerbaiyán, 2023)[14]
- 1 x  Campeona del Mundo Juvenil (China, 2024)

### Con la selección española de Balonmano Playa
- 1 x Medalla de plata en el Campeonato de Europa Juvenil [12]

### Clubes
- 1 x Campeona de España juvenil (2022)[15]